# Sergio Bernal Alonso
Sergio Bernal Alonso (Madrid, 1990) è un danzatore e coreografo spagnolo.

## Biografia e carriera
Bernal Alonso scoprì la danza da bambino in un corso di flamenco che frequentò insieme al fratello gemello. Nel 2002, iniziò gli studi di danza accademici presso il Conservatorio Reale di Danza, laureandosi con il massimo dei voti.
Nel 2008, fu promosso primo ballerino della compagnia di Rafael Aguilar, collezionando collaborazioni con il Nuevo Ballet Español e con artisti come Gomez, Najarro e Carlos Saura. Al termine della tournée mondiale dello spettacolo Mudanzas Boleras, vinse il Concorso di Danza Castellón e la Maratona di Danza di Madrid.
Dal 2010 al 2012, Bernal Alonso partecipò a numerosi gala e festival di danza internazionali, vincendo nel 2012 il Premio Positano come miglior ballerino dell'anno. Nel mese di settembre dello stesso anno diventò solista del Balletto Nazionale Spagnolo. Quattro anni dopo, nel 2016, debuttò come étoile della compagnia, danzando il Bolero di Ravel. I critici britannici lo definirono "il principe della danza spagnola" e nel 2019 il Parlamento del Regno Unito lo nominò Ambasciatore delle Arti.
Nel 2019, Bernal Alonso lasciò il Balletto Nazionale Spagnolo per formare una sua compagnia, la SB Dance Company, insieme a Ricardo Cué. Le sue tournée hanno raggiunto l'Italia, che gli ha assegnato il Premio Danza&Danza come miglior ballerino dell'anno 2023.

## Riconoscimenti
- 2012 – Premio Positano Léonide Massine come miglior ballerino dell'anno nella scena internazionale
- 2013 – Candidatura ai Miami Life Awards[3]
- 2016 – Premio BALLET2000 a Cannes
- 2017 – Premio Forbes España Under 30 Under
- 2018 – Candidatura agli UK National Dance Awards come migliore coreografia per The swan, di  Ricardo Cué
- 2019 – Titolo di UK Ambassador for the Arts
- 2021 – Premio Taobuk come miglior ballerino sulla scena internazionale, Italia
- 2023 – Premio Danza&Danza come miglior ballerino internazionale